# Latin American Poker Tour Saison 4
Résultats et tournois de la saison 4 du Latin American Poker Tour (LAPT).

## Résultats et tournois

### LAPT 4 São Paulo
- Lieu : Sheraton São Paulo World Trade Center Hotel, São Paulo,  Brésil[1]
- Prix d'entrée : 5 000 BRL[1]
- Date : Du 17 au 20 février 2011[1]
- Nombre de joueurs :  536
- Prize Pool : 2 391 360 BRL
- Nombre de places payées :  64

| Place | Nom                          | Prix        |
| ----- | ---------------------------- | ----------- |
| 1er   | Alex Manzano                 | 615 840 BRL |
| 2e    | João Neto                    | 352 760 BRL |
| 3e    | Marcelo Ramos da Fonseca     | 224 800 BRL |
| 4e    | Márcio Murilo da Silva Motta | 165 000 BRL |
| 5e    | Leandro Cosme                | 117 190 BRL |
| 6e    | Santiago Nadal               | 93 270 BRL  |
| 7e    | Henrique Bernardes           | 69 350 BRL  |
| 8e    | Bruno Politano               | 45 440 BRL  |

### LAPT 4 Viña del Mar
- Lieu : Casino de Viña del Mar, Viña del Mar,  Chili[2]
- Prix d'entrée : 1 100 $[2]
- Date : 17 mars 2011[2]
- Nombre de joueurs :  621
- Prize Pool : 602 400 $
- Nombre de places payées :  63

| Place | Nom                     | Prix      |
| ----- | ----------------------- | --------- |
| 1er   | Murilo Figueiredo       | 146 000 $ |
| 2e    | Andrés Martínez         | 84 000 $  |
| 3e    | Luis Yepez              | 57 100 $  |
| 4e    | Christian Urzua         | 41 300 $  |
| 5e    | Francisco Josias Passos | 32 200 $  |
| 6e    | Daniela Horno           | 26 200 $  |
| 7e    | James Honeybone         | 20 200 $  |
| 8e    | Gonzalo Valenzuela      | 14 200 $  |
| 9e    | Abraham Hazin           | 11 700 $  |

### LAPT 4 Lima
- Lieu : Atlantic City Casino, Lima,  Pérou[3]
- Prix d'entrée : 2 500 $[3]
- Date : Du 14 au 17 avril 2011[3]
- Nombre de joueurs :  350
- Prize Pool : 774 000 $
- Nombre de places payées :  48

| Place | Nom                           | Prix      |
| ----- | ----------------------------- | --------- |
| 1er   | Kemal Ferri                   | 207 400 $ |
| 2e    | Raúl Pino                     | 120 000 $ |
| 3e    | Pablo González                | 73 540 $  |
| 4e    | Michael Barham                | 54 180 $  |
| 5e    | Samar Hodali                  | 38 700 $  |
| 6e    | Leonardo David Zepela Naranjo | 30 960 $  |
| 7e    | Daniel Ospina                 | 23 220 $  |
| 8e    | Karlo Lopez                   | 15 480 $  |

### LAPT 4 Punta del Este
- Lieu : Mantra Resort Spa Casino, Punta del Este,  Uruguay[4]
- Prix d'entrée : 2 500 $[4]
- Date : Du 4 au 7 août 2011[4]
- Nombre de joueurs :  422
- Prize Pool : 941 480 $
- Nombre de places payées :  56

| Place | Nom                      | Prix      |
| ----- | ------------------------ | --------- |
| 1er   | Alex Komaromi            | 244 720 $ |
| 2e    | Claudio Piedrabuena      | 141 220 $ |
| 3e    | Engelberth Varela        | 88 970 $  |
| 4e    | Carlos Watanabe          | 65 430 $  |
| 5e    | Felipe Pasini            | 46 600 $  |
| 6e    | Nelson Neto              | 37 190 $  |
| 7e    | Fernando da Cunha Araújo | 27 770 $  |
| 8e    | Rafael Lopes Monteiro    | 18 360 $  |

### LAPT 4 Medellín
- Lieu : Allegre Casino, Medellín,  Colombie[5]
- Prix d'entrée : 1 180 000 COP[5]
- Date : 13 octobre 2011[5]
- Nombre de joueurs :  681
- Prize Pool : 1 225 800 000 COP
- Nombre de places payées :  63

| Place | Nom                | Prix            |
| ----- | ------------------ | --------------- |
| 1er   | Julián Menéndez    | 123 540 000 COP |
| 2e    | Jonathan Monsalves | 105 490 000 COP |
| 3e    | Jessica Bedoya     | 129 040 000 COP |
| 4e    | Victor Forero      | 136 025 000 COP |
| 5e    | Alexis Gómez       | 102 314 000 COP |
| 6e    | Stuart McDonald    | 166 341 000 COP |
| 7e    | Rafael Pardo       | 39 832 000 COP  |
| 8e    | Jonathan Markovitz | 27 942 000 COP  |
| 9e    | John Jairo Canola  | 23 186 000 COP  |

### LAPT 4 São Paulo Grand Final
- Lieu : Sheraton São Paulo World Trade Center Hotel, São Paulo,  Brésil[6]
- Prix d'entrée : 4 000 BRL[6]
- Date : Du 17 au 20 février 2012[6]
- Nombre de joueurs :  367
- Prize Pool : 1 317 160 BRL
- Nombre de places payées :  48

| Place | Nom                     | Prix        |
| ----- | ----------------------- | ----------- |
| 1er   | Daniele Nestola         | 289 300 BRL |
| 2e    | Gasperino Nicolas       | 250 000 BRL |
| 3e    | Carlos Ibarra           | 148 480 BRL |
| 4e    | Felipe Bruno Morbiducci | 89 570 BRL  |
| 5e    | Jonathan Markovitz      | 64 540 BRL  |
| 6e    | Daniel Negreanu         | 48 730 BRL  |
| 7e    | Vítor Torres            | 35 560 BRL  |
| 8e    | Juan González           | 26 340 BRL  |